# Żabcze
Żabcze – wieś w Polsce położona w województwie lubelskim, w powiecie hrubieszowskim, w gminie Dołhobyczów. 
W latach 1975–1998 miejscowość administracyjnie należała do województwa zamojskiego. 
Wieś stanowi sołectwo gminy Dołhobyczów.
Wierni Kościoła rzymskokatolickiego należą do parafii św. Barbary w Oszczowie.

## Geografia
Żabcze położone jest w południowo-wschodniej części województwa lubelskiego w sąsiedztwie z Ukrainą. Wieś o charakterze rolniczym i zabudowie zagrodowej. Żabcze to siódma co do wielkości miejscowość gminy Dołhobyczów. Od Hrubieszowa oddalone jest  o 37,2 km, od Zamościa 72,9 km, od Lublina 159 km, od Warszawy 334 km. Najbliższe przejście graniczne znajduje się w Dołhobyczowie i oddalone jest o 7,8 km.

## Demografia
Według Narodowego Spisu Powszechnego Ludności i Mieszkań z 2011 roku liczba ludności we wsi Żabcze to 224 z czego 51,8% mieszkańców stanowią kobiety, a 48,2% ludności to mężczyźni. Miejscowość zamieszkuje 3,8% mieszkańców gminy. W latach 1998–2011 liczba mieszkańców zmalała o 27,0%. 57,1% mieszkańców wsi Żabcze jest w wieku produkcyjnym, 17,9% w wieku przedprodukcyjnym, a 25,0% mieszkańców jest w wieku poprodukcyjnym.

## Historia
Wieś tenuty poturzyńskiej w XVIII wieku. Według Słownika geograficznego Królestwa Polskiego z roku 1895, Żabcze, wieś w powiecie tomaszowskim, gminie Poturzyn, parafii Oszczów, około pół mili oddalone od Poturzyna. Wieś leży na dwu stokach gór ku sobie zwróconych, mając w dole łąki i ogrody. Żabcze posiadały około 1895 roku  60 domów i 379 mieszkańców w tym 20 wyznania rzymskokatolickiego, 650 mórg  roli ornej 45 mórg łąk, 63 mórg lasu. Ludność trudni się rolnictwem. Cerkiew filialna  parafii Poturzyn, zbudowana z drzewa, kiedy erygowana nie wiadomo. Folwark Żabcze należał do dóbr poturzyńskich i posiadał 351 mórg roli, 45 mórg łąk, 97 mórg łasu.
W 1492 r. wieś należała jako dzierżawa do Mikołaja Rogali z Wereszyna, zaś w  XVI-XVIII stuleciu należała już do starostwa bełskiego. Według lustracji z 1564/65 r. na 5 łanach (84 ha) gruntów było 13 kmieci, karczmarz. Dochód  z  wsi  wynosił  76  zł  6  gr.  W  XVIII  w.  wieś  częściowo  znajdowała  się  w posiadaniu Rulikowskich. W poł. XIX w. należała do Wojciechowskich. Według spisu z roku  1827 było tu 42 domów 264 mieszkańców. W 1880 r. wieś liczyła 60 domów i 379 mieszkańców; zaś wg spisu ludności z r.1921  -  81  domów  oraz  527  mieszkańców,  w  tym  23 Żydów i 453 Ukraińców. Majątek ziemski w 1930 r. liczył 291 ha, należał do Józefa Rulikowskiego. W 1938 r. w ramach akcji repolonizacyjnej zburzono cerkiew w Żabczu. W marcu 1944 r. w Żabczu dochodziło do ataków ukraińskich nacjonalistów, w czasie jednego z ataków zginęło 30 ludzi.
Prawdopodobnie równocześnie z budową cerkwi (przełom XVII i XVIII w.) założono cmentarz grzebalny w kształcie czworoboku o powierzchni 0,35 ha. Cmentarz ten funkcjonował do końca II wojny światowej. W czasie budowy drogi w latach siedemdziesiątych XX w. został częściowo uszkodzony.

## Ludzie związani z Żabczem
Urodził się tu Jan Leonowicz, ps. „Burta” (ur. 15 stycznia 1912, zm. 9 lutego 1951 w Nowinach) – członek SZP-ZWZ-AK, działacz WiN, dowódca oddziału partyzanckiego na Lubelszczyźnie.
W Żabczu mieszkali rodzice Bolesława Prusa (Aleksandra Głowackiego) – polskiego literata, autora powieści "Lalka". Ojciec pisarza pracował w majątku Woyciechowskich jako oficjalista.